# Stanisław Kaniewicz
Stanisław Kaniewicz (ur. 5 listopada 1888 w Mościskach, zm. w kwietniu 1940 w Katyniu) – polski weterynarz, kapitan rezerwy lekarz weterynarii Wojska Polskiego, ofiara zbrodni katyńskiej.

## Życiorys
Syn Wawrzyńca i Marii z Horoniców, w 1913 ukończył gimnazjum w Przemyślu i został wcielony do armii austriackiej. 1 listopada 1918 zgłosił się ochotniczo do Wojska Polskiego i został wcielony do 10 Pułku Artylerii Lekkiej, a następnie przeniesiony do 1 Pułku Artylerii Polowej. Walczył z bolszewikami pod Lwowem i Gródkiem Jagiellońskim. Od 3 lipca 1919 do 1 lutego 1920 przebywał we Włodawie, gdzie zajmował się zapasem koni, a następnie w Szpitalu Koni nr 4. W 1921 awansowany do stopnia kapitana, od 10 lutego 1921 do 3 kwietnia 1929 urlopowany na czas studiów w Akademii Medycyny Weterynaryjnej we Lwowie, od 1926 był lekarzem weterynarzem garnizonu Chełm, od 1931 w Łucku w 13 Pułku Artylerii Lekkiej. Walczył w kampanii wrześniowej. Aresztowany przez NKWD został osadzony w Kozielsku, wymieniony w liście wywózkowej NKWD z 2 kwietnia 1940, a następnie zamordowany w Katyniu. Pochowany na Polskim Cmentarzu Wojennym w Katyniu.
5 października 2007 minister obrony narodowej Aleksander Szczygło mianował go pośmiertnie na stopień majora. Awans został ogłoszony 9 listopada 2007 w Warszawie, w trakcie uroczystości „Katyń Pamiętamy – Uczcijmy Pamięć Bohaterów”.

## Odznaczenia
- Odznaka pamiątkowa „Orlęta” nr 15394
- Gwiazda Przemyśla